# Carpias minutus
Carpias minutus is een pissebed uit de familie Janiridae. De wetenschappelijke naam van de soort is voor het eerst geldig gepubliceerd in 1902 door Richardson.